# Maastrichti szerződés

Európai Unió 1992/1993

A maastrichti szerződést (hivatalosan Szerződés az Európai Unióról) 1992. február 7-én írták alá Maastrichtben az Európai Közösség (EK) tagjai és 1993. november 1-jén lépett hatályba, a Delors-bizottság idején. Az Európai Unió megalakulásához vezetett, a pénzügyi és politikai unióról szóló különböző tárgyalások eredménye volt. A szerződés tartalmazta az euró bevezetésének körülményeit, és itt jelenik meg az Unió három pilléres szerkezete.

## A három pillér
Az Európai Unió három tartópillére az Európai Közösség (European Community), a közös kül- és biztonságpolitika (Common Foreign and Security Policy, CFSP) és a bel- és igazságügyi együttműködés (Justice and Home Affairs, JHA). Az első pillért az Európai Gazdasági Közösség, az Európai Szén- és Acélközösség és az Euratom alkotja(+ GMU, vámunió stb.). A második pillér alapja az Európai Politikai Együttműködés (European Political Cooperation, EPC), amelyet jelentősen kibővített a szerződés. A harmadik pillér elhozta a jogszabályok, az igazságszolgáltatás, a menedékjog, a bevándorlás összehangolását.
Eredetileg az Európai Közösség főként a gazdasági és kereskedelmi ügyekkel foglalkozott. Az Európai Bizottságnak és az Európai Bíróságnak jelentős hatalom összpontosult a kezében, ezért függetlenek a tagállamok kormányaitól. Az Európai Parlamentnek, amelyet közvetlenül az Európai Közösség tagállamainak állampolgárai választanak, szintén számottevő politikai ereje volt. A fennmaradó ügyekben a tagállamok kormányai döntöttek. Ezt a rendszert közösségi módszernek hívták vagy szupranacionalizmusnak.
Sokan szerettek volna az Európai Közösségnek beleszólást adni a külpolitikába, a hadügyekbe és büntetőjogba. Azonban több tagállam túl kényesnek ítélte ezeket a területeket ahhoz, hogy a közösség szabályozza és a közösség vezetésének nagyobb ereje legyen, mint az egyes államok kormányainak. Tehát egy kormányközi rendszert kell szerintük alkalmazni a nemzetek feletti helyett. Más államok féltették az államok feletti, független intézményeket (Európai Bizottság, Európai Bíróság, Európai Parlament). A három pilléres szerkezet elválasztja egymástól a gazdasági területeken meglévő hagyományos közösségi felelősséget és az új külügyi, katonai (második pillér) és bűnügyi hatásköröket (harmadik pillér).

## A monetáris unió
A szerződés az Európai Gazdasági és Monetáris Unióval kapcsolatban megállapította a főbb dátumokat:
- 1998. december 31-éig létre kell hozni az Európai Központi Bankot, a Központi Bankok Európai Rendszerét, el kell dönteni, hogy mely tagállamok vezetik be az eurót, és rögzíteni kell az árfolyamokat
- 1999. január 1-jén számlapénzként megjelenik az euró, közös monetáris politika gyakorlása
- 2002. január 1-jén euró fizikailag is megjelenik a pénzforgalomban
- 2002. február 28-áig a nemzeti valuták kivonása a forgalomból

A szerződés megszabta az euró bevezetésének feltételeit is. Ezek az úgynevezett maastrichti konvergenciakritériumok:
- A tagország inflációja legfeljebb 1,5 százalékponttal haladhatja meg a három legkisebb inflációval rendelkező ország inflációjának átlagát
- Az államháztartás hiánya nem lehet nagyobb a GDP 3%-ánál
- Az államadósság nem lehet nagyobb a GDP 60%-ánál
- A valuta árfolyamának 2 éves periódusban stabilnak kell lennie egy meghatározott sávon belül (ERM)
- A hosszú távú kamatszint 2 százalékpontnál jobban nem haladhatja meg a három legkisebb inflációval rendelkező ország kamatszintjeinek átlagát

Az eurót bevezető országok alkotják az eurózónát.

## A szerződés életbe lépése
A maastrichti szerződést 1992. február 7-én írták alá hollandiai Maastrichtban, ahol a végső tárgyalások folytak 1991 decemberében. A szerződés 1993. november 1-jén lépett életbe és azóta többször kiegészítették, módosították.
A szerződés ratifikálása óriási nehézségek elé nézett néhány tagállamban. Egy franciaországi népszavazáson csak alig 51,05% támogatta, és Dániában elutasította az eredeti szerződést. Az Egyesült Királyságban a parlament végezte a ratifikációt, de a szerződés ellenzői majdnem legyőzték John Major kormányát. Sokak szerint ez a kormány bukását jelentette volna.
| Aláírva Hatályban Szerződés   | 1948 Brüsszeli szerződés                                    | 1951 1952 Párizsi szerződés                 | 1954 1955 A brüsszeli szerződés módosítása  | 1957 1958 Római szerződés                   | 1965 1967 Egyesítő szerződés                | 1975 Az Európai Tanács döntése          | 1986 1987 Egységes Európai Okmány       | 1992 1993 Maastrichti szerződés         | 1992 1993 Maastrichti szerződés | 1997 1999 Amszterdami szerződés | 2001 2003 Nizzai szerződés | 2007 2009 Lisszaboni szerződés | 2007 2009 Lisszaboni szerződés |  |  |  |  |  |  |  |  |
|                               |                                                             |                                             |                                             |                                             |                                             |                                         |                                         |                                         |                                 |                                 |                            |                                |                                |  |  |  |  |  |  |  |  |
| Az Európai Unió három pillére |                                                             |                                             |                                             |                                             |                                             |                                         |                                         |                                         |                                 |                                 |                            |                                |                                |  |  |  |  |  |  |  |  |
| Európai Közösségek            |                                                             |                                             |                                             |                                             |                                             |                                         |                                         |                                         |                                 |                                 |                            |                                |                                |  |  |  |  |  |  |  |  |
|                               | Európai Atomenergia Közösség (EURATOM)                      |                                             |                                             |                                             |                                             |                                         |                                         |                                         |                                 |                                 |                            |                                |                                |  |  |  |  |  |  |  |  |
|                               |                                                             |                                             | Európai Szén- és Acélközösség (ESZAK)       | Európai Szén- és Acélközösség (ESZAK)       | Európai Szén- és Acélközösség (ESZAK)       | A szerződés 2002-ben hatályát vesztette | A szerződés 2002-ben hatályát vesztette | A szerződés 2002-ben hatályát vesztette |                                 | Európai Unió (EU)               | Európai Unió (EU)          |                                |                                |  |  |  |  |  |  |  |  |
|                               |                                                             |                                             | Európai Gazdasági Közösség (EGK)            | Európai Gazdasági Közösség (EGK)            | Európai Gazdasági Közösség (EGK)            |                                         |                                         | Európai Közösség (EK)                   | Európai Közösség (EK)           | Európai Unió (EU)               | Európai Unió (EU)          |                                |                                |  |  |  |  |  |  |  |  |
|                               |                                                             | TREVI-csoport                               | TREVI-csoport                               | Bel- és igazságügyi együttműködés (JHA)     |                                             |                                         |                                         | Európai Közösség (EK)                   | Európai Közösség (EK)           | Európai Unió (EU)               | Európai Unió (EU)          |                                |                                |  |  |  |  |  |  |  |  |
|                               | Rendőri és igazságügyi együttműködés büntetőügyekben (PJCC) | TREVI-csoport                               | TREVI-csoport                               | Bel- és igazságügyi együttműködés (JHA)     |                                             |                                         |                                         |                                         |                                 | Európai Unió (EU)               | Európai Unió (EU)          |                                |                                |  |  |  |  |  |  |  |  |
|                               | Európai Politikai Együttműködés (EPE)                       | Közös kül- és biztonságügyi politika (KKBP) | Közös kül- és biztonságügyi politika (KKBP) | Közös kül- és biztonságügyi politika (KKBP) | Közös kül- és biztonságügyi politika (KKBP) |                                         |                                         |                                         |                                 | Európai Unió (EU)               | Európai Unió (EU)          |                                |                                |  |  |  |  |  |  |  |  |
| Konszolidálatlan szervezetek  | Konszolidálatlan szervezetek                                | Nyugat-európai Unió (NYEU)                  | Nyugat-európai Unió (NYEU)                  | Nyugat-európai Unió (NYEU)                  | Nyugat-európai Unió (NYEU)                  | Nyugat-európai Unió (NYEU)              |                                         |                                         |                                 |                                 | Európai Unió (EU)          |                                |                                |  |  |  |  |  |  |  |  |
| Konszolidálatlan szervezetek  | Konszolidálatlan szervezetek                                | Nyugat-európai Unió (NYEU)                  | Nyugat-európai Unió (NYEU)                  | Nyugat-európai Unió (NYEU)                  | Nyugat-európai Unió (NYEU)                  | Nyugat-európai Unió (NYEU)              | Feloszlatva 2010-ben                    |                                         |                                 |                                 |                            |                                |                                |  |  |  |  |  |  |  |  |
|                               |                                                             |                                             |                                             |                                             |                                             |                                         |                                         |                                         |                                 |                                 |                            |                                |                                |  |  |  |  |  |  |  |  |

## Külső hivatkozások
- Az Európai Unióról szóló szerződés szövege
- Az Európai Közösséget létrehozó szerződés egységes szerkezetbe foglalt szövege. Az EU-szerződés javarészt ezt módosította.